# Half-Life (Computerspiel)

Half-Life-Logo

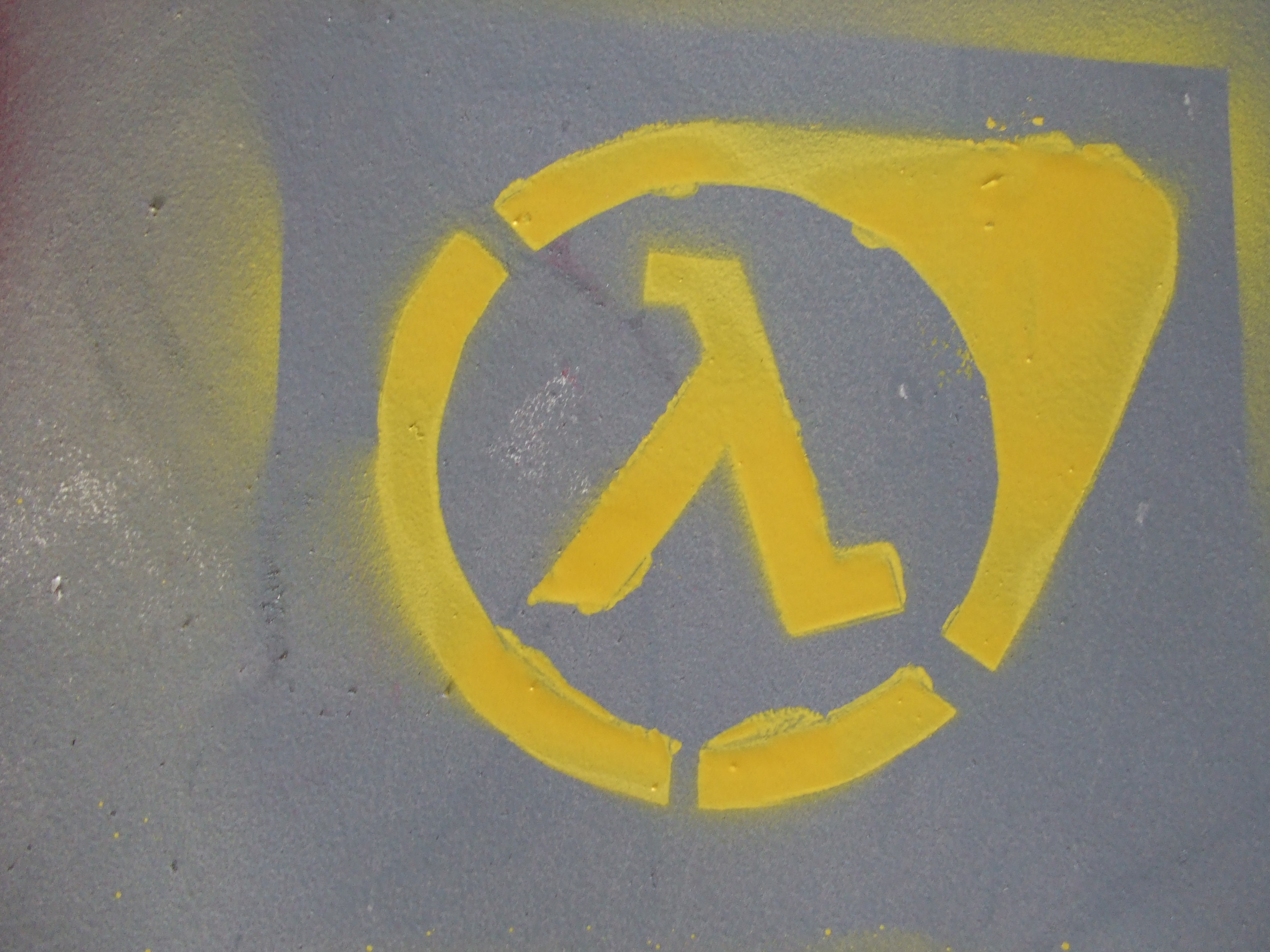
Half-Life-Logo als Stencil

Half-Life (Eigenschreibweise: HλLF-LIFE; englisch für Halbwertszeit, kurz HL) ist ein Computerspiel des Genres Ego-Shooter und der erste Teil der Half-Life-Serie. Es wurde von Valve entwickelt und am 19. November 1998 vom Vertriebspartner Sierra On-Line veröffentlicht. Nach Herstellerangaben wurden im Einzelhandel bis November 2008 weltweit über 9,3 Millionen Exemplare verkauft. Die Zahl der Verkäufe über die von Valve entwickelte Vertriebsplattform Steam ist nicht bekannt.
Der Nachfolger Half-Life 2 erschien am 16. November 2004. Nach mehrjähriger Entwicklung wurde im März 2020 auch das von Valve autorisierte Fan-Remake Black Mesa des Entwicklerteams Crowbar Collective veröffentlicht.
Der Titel des Videospiels ist neben der wörtlichen Bedeutung eine Anspielung auf den Fachbegriff Halbwertszeit aus der Kernphysik. Symbol für das Spiel ist das kleine Lambda (λ), das Zeichen für die Zerfallskonstante in der Physik. Der Titel soll einerseits auf die Science-Fiction-Komponente des Spiels abzielen, andererseits wollten sich die Entwickler vom damals herrschenden Schießbuden-Spielkonzept anderer Videospiele wie Quake absetzen und ein mehr zum Nachdenken anregendes Konzept in den Vordergrund stellen.

## Handlung
In Half-Life übernimmt der Spieler die Rolle von Gordon Freeman, eines MIT-Physikers, welcher in einer fiktiven, zum Forschungskomplex ausgebauten Raketentestbasis namens Black Mesa in der Abgeschiedenheit der Wüste des US-Bundesstaates New Mexico streng geheime Forschungsarbeit betreibt. Als ein Experiment zur Erschließung einer neuen Energiequelle mit Kristallen außerirdischer Herkunft misslingt, wird die Forschungseinrichtung mit Dimensionstoren von einer Parallelwelt überflutet. Gordon Freeman sieht sich nicht nur mit Horden fremdartiger Kreaturen aus einer anderen Welt konfrontiert, sondern auch mit U.S. Marines, die den Auftrag haben, jeden zu beseitigen, der das Gelände verlassen will. Da die Marines nicht in der Lage sind, diese Situation zu meistern, wird das Black-Ops-Spezialkommando nachgeschickt. Dessen Befehle lauten, in Black Mesa ausnahmslos alles Lebendige auszulöschen. Das Spiel wird vorwiegend unter Zuhilfenahme von realen, aber auch fiktiven Waffen (wie etwa dem Gaußgewehr) gelöst. Immer wieder begegnet Freeman auf seinem Weg aus Black Mesa dem mysteriösen G-Man, einem Unbekannten, der Freeman anscheinend prüfen will und ihm am Ende des Spiels einen Job anbietet.

## Entwicklung
Valve rekrutierte Personal aus der damaligen Doom- und Quake-Modding-Szene. Man arbeitete zunächst parallel an zwei Spielen: einem 3D-Action-Horror namens Quiver und ein Action-Adventure Prospero, die als erste Werke der neu gegründeten Firma komplett privat finanziert wurden. Die dramatischen Aspekte von Prospero wurden Quiver einverleibt und als Half-Life weiterentwickelt. Mit dem Resultat war man firmenintern jedoch nicht zufrieden, so dass die spielerisch wertvollen Aspekte gesammelt und in ein Demo-Level überführt wurden. Auf dieser Grundlage wurde das Spiel konzeptionell neu gestaltet, was die Veröffentlichung weiter verzögerte.
Es wurden interdisziplinäre Arbeitsgruppen („Kabale“) gebildet, die Leveldesign, Narration und Gameplay ausarbeiteten, woraus ein 200-seitiges Designdokument entstand. Zusätzlich wurden die Resultate regelmäßigen Playtests durch Außenstehende unterzogen, um insbesondere die Puzzle-Sequenzen auf Lösbarkeit zu prüfen.
Für die Ausarbeitung der Story des Spiels engagierte Valve den Horror-Autor Marc Laidlaw. Grundlage für die Handlung war der Roman Der Nebel (englisch The Mist), wobei auch weitere damals populäre Mystery-Werke wie Akte X mit einflossen genauso wie bekannte Verschwörungstheorien wie zu Area 51. Die Handlung wurde dabei nebenläufig fortgeführt, indem der Spieler gelegentlich Hinweise bekam. Durch das gelegentliche Einblenden von Kapitelnamen unterstrich man den Charakter einer interaktiven Geschichte.

## Spielprinzip
Obwohl Half-Life technisch auf einer typischen Ego-Shooter-Engine aufbaute, setzte das Spiel durch die Hinzunahme von Elementen aus den Genres Adventure und Jump ’n’ Run Maßstäbe. Beispielsweise muss der Spieler in vielen Situationen mit Geschick Hindernisse wie Stromkabel, Ventilatoren, tiefe Abgründe oder giftige Abwässer überwinden. In anderen Spielszenen müssen beispielsweise verschiebbare Kisten richtig positioniert werden, um auf höhergelegene Positionen zu gelangen oder die Auslöser von Haftminen zu umgehen. Das Spiel umfasst auch computergesteuerte Figuren in der Rolle von Wachleuten und Wissenschaftlern, die für den Fortschritt des Spielers notwendig sind (beispielsweise durch das Öffnen von Türen) oder dem Spieler durch Feuerkraft oder medizinische Unterstützung helfen.
Wegweisend war, dass die Entwicklung der Handlung komplett aus der Perspektive des Spielers betrachtet wurde, sodass keine Zwischensequenzen den Spielfluss unterbrachen. Zu diesem Zweck wurden viele Ereignisse in der Spielwelt geskriptet und bei Ankunft des Spielers an einem bestimmten Ort ausgelöst.
In Bezug auf die typischen Ego-Shooter-Elemente war Half-Life eines der ersten Spiele, welches sekundäre Feuermodi bei Waffen beinhaltete. Dies sorgte für eine größere Auswahl an Taktiken und flüssigeren Spielfluss im Kampf. Für Abwechslung sorgen ferner Spielabschnitte, in denen der Spieler einen auf Schienen fahrenden Wagen steuert oder fest installierte Waffen wie Maschinengewehre und schwere Geschütze bedient.

## Deutsche Fassung
Die englische Originalversion wurde kurz nach dem Verkaufsstart in Deutschland von der damaligen Bundesprüfstelle für jugendgefährdende Schriften indiziert. Die Gewalt gegenüber menschlichen Feinden wurde als verrohend und sozialethisch desorientierend eingestuft. Die Einstufung der USK hatte zum damaligen Zeitpunkt noch keine rechtliche Verbindlichkeit. In der deutschen Fassung kämpft der Spieler gegen Roboter anstatt gegen menschliche Soldaten, die Aliens bluten nicht mehr, die Leichen getöteter Gegner lösen sich langsam auf und außerdem setzen sich in dieser Version beschossene Forscher kopfschüttelnd auf den Boden. Sie erhielt von der USK eine Altersfreigabe ab 16 Jahren. Die Indizierung des Spiels wurde im April 2017 wieder aufgehoben. Valve veröffentlichte ein paar Tage nach der Listenstreichung die ungeschnittene Fassung in Deutschland auf Steam. Von nun an können Nutzer, die das Spiel bereits besitzen, „Half Life Uncensored“ kostenfrei herunterladen.

## Rezeption
Man könne sich gut in den Helden hineinversetzen. Zusammen mit den Nicht-Spieler-Charakteren ergebe sich eine lebendige Spielwelt. Das Animationssystem sei beeindruckend, ebenso wie die KI-Routinen, die für unberechenbares Verhalten sorgen. Die Geschichte bleibe spannend. Half-Life besäße nicht die optische Brillanz von Unreal, habe dafür aber mehr innovative Ideen. Es sei erschreckend, faszinierend und fesselnd. Von der Aufmachung wirke es wie ein interaktiver Spielfilm. Half-Life sei schöner, spannender und intelligenter als zuvor dagewesenes. Das zusätzliche Jahr Entwicklungszeit wurde gut genutzt. Die Handlungstiefe sei überwältigend und die Dichte an Puzzle enorm.
Die Handlung sei mitreißend in Szene gesetzt, bei ungewöhnlich langer Spieldauer und reichhaltiger Auswahl an Waffen. Gegner agieren clever und die Geschicklichkeitseinlagen sorgen für intelligente Action. Die Fassung für PlayStation 2 sei technisch gelungen, auch wenn die Bildrate reduziert werden musste.
Retrospektiv bot es ein noch nie dagewesenes Eintauchen in die Spielwelt. Anstatt die Geschichte durch Zwischensequenzen fortzuführen, wurde dem Spieler nie die Kontrolle entzogen. Der Held wirke nicht übermenschlich und die Welt sei nicht nur auf ihn ausgerichtet. Half-Life übertraf alle vorherigen Shooter und erhielt über 50 Mal die Auszeichnung zum Spiel des Jahres.
Bis Ende 2008 wurden 9,3 Millionen Kopien von Half-Life im Einzelhandel verkauft. Die Addons Opposing Force und Blue Shift zählten zum selben Zeitpunkt 1,1 Millionen und 800.000 verkaufte Datenträger.

## Technik
Die Half-Life-Engine (Codename: GoldSrc oder Goldsource) entstand 1998 aus der von id Software lizenzierten Quake-Engine. Die Engine von Half-Life ähnelt der von Quake I jedoch nur noch in sehr geringem Maße. Die wichtigsten Veränderungen gegenüber der Quake-Engine waren das neuartige skelettbasierte Animationsmodel sowie der Umstieg auf C++, das verbesserte Netzwerksubsystem (Netcode), die Künstliche Intelligenz der Computergegner und die Möglichkeit, komplexe geskriptete Szenen zu gestalten.
Der vielfältige Einsatz von Skriptsequenzen wird zur Vermittlung der Story genutzt und verbessert die Immersion. Die Spielfigur Gordon Freeman bleibt während der gesamten Handlung stumm, sodass sich der Spieler besser in die Rolle hineinversetzen kann. Dennoch antworten verbündete Figuren (Wissenschaftler und Wachpersonal), wenn sie vom Spieler Anweisungen erhalten.
Die KI arbeitete nicht nur mit Sichtlinien, sondern implementierte auch ein Geruchssystem. Während sich Wachen und Wissenschaftler über den Gestank von Leichnamen beschweren, nutzen außerirdische Tiere dies für die Nahrungssuche.
Die Half-Life-Engine nutzt wie die Quake-Engine BSP-Trees zur Minimierung des Rechenaufwands. Sie verwendet Texturen mit 256 Farben wobei die Engine selbst mit 16 oder 32 Bit Farbtiefe rendert. Als Grafikschnittstellen bot Half-Life Direct3D, OpenGL und 3dfx sowie Software Rendering an. Außerdem nutzt das Netzwerksubsystem die QuakeWorld-Technologie, mit der flüssiges Spielen auch über das Internet möglich ist.
Eine Besonderheit von Half-Life gegenüber anderen Spielen zur damaligen Zeit ist, dass ein Level, von denen es 17 Stück gibt, nicht vollständig in einem Stück geladen wurde, sondern in kleine Abschnitte unterteilt ist, die durch klar definierte Übergabepunkte innerhalb identischer Räume verbunden sind. Dadurch erhält der Spieler den Eindruck, dass er sich in einem riesigen, zusammenhängenden Komplex befindet. Der einzige Hinweis auf die Unterteilung der Level ist die kurzzeitige Unterbrechung des Spiels während des Ladevorgangs, wobei der Schriftzug „Laden“ eingeblendet wird. Ein Rückweg in frühere Levels wird von der Spielsoftware grundsätzlich erlaubt, wird jedoch durch den Aufbau der Level eingeschränkt.
Auch für den Klang wurde damals aktuelle Technik verwendet. Beispielsweise erzeugten die Soundverfahren A3D und EAX die diversen Raumeffekte.
Im Januar 2013 veröffentlichte Valve native Beta-Versionen von Half-Life für Linux und OS X auf Steam.

## Soundtrack
Der Soundtrack für Half-Life wurde von Kelly Bailey komponiert. Die 27 Stücke sind im normalen Audio-Format auf der Half-Life-CD enthalten und können mit einem CD-Spieler abgespielt werden. Die meisten Lieder wurden unter anderem Namen auch in Half-Life 2 verwendet, die entsprechenden Titel stehen in Klammern. Die Stücke 2, 12, 13, und 24 wurden für die Fortsetzung neu abgemischt.
1. „Adrenaline Horror“ – 02:09
2. „Vague Voices“ (Black Mesa Inbound) – 02:11
3. „Klaxon Beat“ – 01:00
4. „Space Ocean“ (Echoes of a Resonance Cascade) – 01:36
5. „Cavern Ambiance“ (Zero Point Energy Field) – 01:39
6. „Apprehensive Short“ – 00:23
7. „Bass String Short“ – 00:08
8. „Hurricane Strings“ (Neutrino Trap) – 01:33
9. „Diabolical Adrenaline Guitar“ (Lambda Core) – 01:44
10. „Valve Theme [Long Version]“ (Hazardous Environments) – 01:22
11. „Nepal Monastery“ – 02:08
12. „Alien Shock“ (Biozeminade Fragment) – 00:36
13. „Sirens in the Distance“ (Triple Entanglement) – 01:12
14. „Nuclear Mission Jam“ (Something Secret Steers Us) – 02:00
15. „Scared Confusion Short“ – 00:16
16. „Drums and Riffs“ (Tau-9) – 02:03
17. „Hard Technology Rock“ – 01:40
18. „Steam in the Pipes“ (Negative Pressure) – 01:55
19. „Electric Guitar Ambiance“ (Escape Array) – 01:24
20. „Dimensionless Deepness“ (Dirac Shore) – 01:24
21. „Military Precision“ – 01:20
22. „Jungle Drums“ – 01:49
23. „Traveling Through Limbo“ (Singularity) – 01:17
24. „Credits / Closing Theme“ (Tracking Device) – 01:39
25. „Threatening Short“ (Xen Relay) – 00:37
26. „Dark Piano Short“ – 00:17
27. „Sharp Fear Short“ – 00:06

## Erweiterungen
Half-Life: Decay erschien ausschließlich für die PlayStation 2 Konsole und bot einen Koop-Modus sowie leicht verbesserte Grafik. Man erlebte den Zwischenfall aus der Sicht der Wissenschaftlerinnen Gina Cross und Colette Green.
Für Half-Life sind zwei offizielle Erweiterungen erschienen, die für Besitzer von Half-Life, die ihr Spiel bei Steam registriert haben, kostenlos beziehungsweise im Generation Pack v3 und der Half-Life 1 Anthology im Handel erhältlich sind. Beide Erweiterungen wurden von Gearbox Software entwickelt.

### Opposing Force
In der im Oktober 1999 erschienenen Erweiterung Opposing Force übernimmt der Spieler die Rolle des Corporal Adrian Shephard, der als Mitglied einer Abteilung der U.S. Marines auf eine unbekannte Mission nach Black Mesa geschickt wird und dort einen Hubschrauberabsturz als einziger seines Trupps überlebt.
Der Spieler gerät nun ähnlich dem Original in eine prekäre Situation zwischen den Außerirdischen und menschlichen Soldaten – in diesem Fall den Black Ops, einer Spezialeinheit der Regierung, die den Einsatz der Marines und den gesamten Vorfall in Black Mesa vertuschen soll. Und auch hier taucht immer wieder der mysteriöse G-Man auf. Dadurch, dass Opposing Force und Half-Life zur selben Zeit spielen, kreuzen sich die beiden Storylines an einigen Stellen im Spiel. Man sieht in der Rolle des Adrian Shephard hin und wieder Gordon Freeman, den man in Half-Life gespielt hat, hinter einer Ecke verschwinden oder in ein Teleporter-Portal schreiten.
Die Erweiterung bietet an sich neue Waffen, wie etwa die Marine-Pistole mit Laservisier, aber auch neue taktische Möglichkeiten: So ist es jetzt möglich, an Seilen hochzuklettern oder sich von einem Seil zum nächsten zu schwingen. Zudem ist häufig die Zusammenarbeit mit anderen Soldaten notwendig, um zum Beispiel einen gemeinsamen Angriff zu starten oder sich von einem Pionier eine verschlossene Tür aufschweißen zu lassen.
Von Opposing Force wurden laut Herstellerangaben über 1,1 Millionen Exemplare verkauft.

### Blue Shift
In Blue Shift erlebt man die Geschehnisse um den Forschungskomplex Black Mesa aus der Sicht des Wachmanns Barney Calhoun, dessen Ziel es ist, aus dem Komplex zu entkommen. Auch in dieser Erweiterung kann man Gordon Freeman das ein oder andere Mal begegnen, was die Spiele verknüpft.
Ursprünglich sollte Blue Shift exklusiver Bestandteil der Half-Life-Portierung für SEGAs Spielkonsole Dreamcast werden, jedoch wurde das bereits weit fortgeschrittene Projekt eingestellt und Blue Shift separat für den PC veröffentlicht.
Sierra/Valve hat neueren Versionen von Blue Shift auch ein technisches Update zur Half-Life-Engine beigelegt: Mit dem sogenannten High-Definition-Pack wurde die Polygonanzahl der Modelle und Waffen auch nachträglich im Originalspiel erhöht. Das hatte jedoch keinerlei Auswirkungen auf die Auflösung der Texturen. Nach Herstellerangaben wurden von Blue Shift über 900.000 Exemplare verkauft.

## Erschienene Spiele
Die Modifizierbarkeit des Spiels lockte Teams an, die Valve selbst als Talentpool verwendete. Man nahm diese unter Vertrag, und begann, die Fan-Projekte professionell zu vermarkten.

### Half-Life-Engine
- Half-Life (Valve)
- Half-Life Uplink (Demo von Half-Life mit exklusiven Levels)[34]
- Half-Life für PlayStation 2 (Gearbox; beinhaltet Half-Life: Decay)[17]
- Opposing Force (Gearbox; Erweiterung)
- Blue Shift (Gearbox; Erweiterung)
- Counter-Strike (ehemals Fan-Mod – ab Version 1.0 eigenständige Version von Valve)
- Counter-Strike: Condition Zero (Turtle Rock Studios)
- Counter-Strike: Condition Zero – Deleted Scenes (Ritual Entertainment)
- Day of Defeat (ehemals Fan-Mod – ab Version 1.0 eigenständige Version von Valve)
- Gunman Chronicles (Rewolf Entertainment)

Half-Life sollte ursprünglich auch für die Spielkonsole Dreamcast veröffentlicht werden, das Projekt wurde jedoch eingestellt.

### Half-Life-Mods von Valve
- Team Fortress Classic (auf Basis von Team Fortress (Quake-Mod) aus dem Jahr 1996)
- Deathmatch Classic (Valve & id Software; Portierung von Quake-Waffen und -Karten nach Half-Life)
- Ricochet

### Inoffizielle Mods
Durch die beiden von Valve herausgegebenen Software Development Kits (2006/2007) wurden zahlreiche Mods für Half-Life und Half-Life 2 von Fans entwickelt. Die Mehrspieler-Mods Counter-Strike und Day of Defeat wurden später von Valve übernommen und kommerziell vermarktet. Die bekanntesten sind Absolute Redemption, Cry of Fear und Poke646 für Einzelspieler und die Mehrspieler-Mods Natural Selection und Science and Industry. Das älteste Projekt Sven Co-op ergänzt das Spiel um einen Koop-Modus.

### Inoffizielle Remakes
Nach acht Jahren Entwicklungszeit wurde im September 2012 mit Black Mesa ein von Fans entwickeltes, inoffizielles Remake von Half-Life bis einschließlich des Levels Lambda Core (Lambda Kern) auf Basis der Source-Engine veröffentlicht. Im März 2015 folgte eine Standalone-Version von Black Mesa im Early Access, welche über die Jahre weiterentwickelt wurde. Im März 2020 erschien schließlich die Vollversion von Black Mesa, welche jedoch von dem Entwicklerteam Crowbar Collective weiterhin mit Updates verbessert werden soll.
Fan-gemachte Remakes der beiden ursprünglich von Gearbox entwickelten Half-Life-Erweiterungen sind unter den Namen Operation Black Mesa (Opposing Force) und Guard Duty (Blue Shift) in Arbeit.
Im September 2018 wurde unter dem Namen Project Lambda vom russischen Entwicklerstudio SilverTM das erste Kapitel eines Half-Life-Remakes mit der Unreal-Engine-4-Spiel-Engine veröffentlicht. Bei Interesse würde man die Arbeit fortsetzen.

## Anti-Cheat-Maßnahmen
Das erste Tool, mit dem das Cheaten im Mehrspielermodus erschwert werden sollte, war das 2000 erschienene PunkBuster. Mangels Unterstützung seitens Valve wurde die Entwicklung für die Half-Life-Engine jedoch 2001 eingestellt.
Etwa zu dieser Zeit entstand auch Cheating-Death, das von der Entwicklergruppe United Admins entwickelt wurde. Wird ein Cheat bei einem Spieler entdeckt, blockiert das Tool dessen Eingaben, sodass dieser seine Spielfigur nicht mehr bewegen kann. Die meisten Ligen empfahlen Cheating-Death als Anti-Cheat-Tool. Anfang 2006 wurde die Weiterentwicklung von Cheating-Death eingestellt, da sich keine Programmierer fanden, um das Projekt fortzuführen.
Valve integrierte sein eigenes Anti-Cheat-Tool Valve Anti-Cheat (kurz VAC) in seine Spiele. Seit Juli 2004 wurde VAC jedoch nicht mehr weiterentwickelt und Anfang August 2005 durch den Nachfolger VAC2 ersetzt, der für alle Spiele von Valve verfügbar ist. VAC2 soll dadurch abschrecken, dass ein entdeckter Betrugsversuch für den betreffenden Steam-Benutzerkonto zum permanenten Ausschluss aus Spielen auf VAC-gesicherten Servern führt. Der Bann erfolgt Engine-spezifisch, was bedeutet, dass nicht automatisch alle Spiele eines Benutzerkontos vom Spielen auf gesicherten Servern ausgeschlossen werden.
Neben diesen Tools, die auf dem Computer des Spielers ausgeführt werden, entstanden auch Server-Plug-ins, die keine Installation auf dem Computer des Spielers bedürfen, zum Beispiel der HLguard von den United Admins oder Serverlog. Die Liga WWCL veröffentlichte ein Server-Plugin, das bestimmte Spielparameter auf dem Computer des Spielers überwacht und so Cheatprogramme entdecken soll. Serverseitige Anti-Cheat-Maßnahmen erreichen allerdings nicht den Wirkungsgrad von Client-Server-Tools.
Da es trotz Anti-Cheat-Maßnahmen immer wieder erfolgreiche Cheater gibt, verlangen viele Ligen, dass die Spieler über die eingebaute Demofunktion ihre Wettkämpfe aufzeichnen und die Protokolldateien bei Anfrage vorzeigen.
Da jeder Spieler über eine Identifikationsnummer verfügt (früher WON-ID, danach Steam-ID), entstanden Datenbanken mit IDs von Cheatern, die auf verschiedenen Websites an einen virtuellen Pranger gestellt werden. Auch sollen so Gameserver-Administratoren einfacher bekannte Cheater von ihrem Gameserver ausschließen können.

## Editor
Mit Worldcraft legte Valve den Karteneditor, der es ermöglicht, eigene Karten für Half-Life zu entwickeln, dem Spiel bei. Es handelt sich um das gleiche Werkzeug, welches Valve selbst für die Entwicklung einsetzte.
Er besteht aus fünf einzelnen Programmen: Dem Editor selbst, in dem die Karte erstellt wird und mit speziellen Objekten ausgestattet werden kann (Lichter, Waffen, Spezialeffekte, Texturen etc.) und vier Kompilierprogrammen, mit denen dann die erstellte Karte in eine Half-Life-Kartendatei umgewandelt wird. Diese Programme beinhalten die Berechnung der Sichtbarkeit, Geometrie, Objekte und des Lichts.
Der Benutzer (Mapper) kann aus eckigen Blöcken, sogenannten Brushes, die mit Texturen versehen werden, Landschaften und Gebäude zusammensetzen und mit sogenannten Entities Licht, Startpositionen der Spieler, Ausrüstungsgegenstände und auch vorgefertigten Elemente (sogenannte Prefabs) hinzufügen.